# Henri Desgrange
Henri Desgrange, HD, (født 31. januar 1865 i Paris, død 16. august 1940 i Beauvallon) var en fransk cykelrytter og journalist. I sin karriere som cykelrytter satte Desgrange 12 rekorder i banecykling inklusiv en timerekord på 35,325 km.
Henri Desgrange var desuden redaktør på avisen L'Auto som startede Tour de France i 1903, og han betegnes i dag som cykelløbets fader.